# Мовшович, Исаак Яковлевич
Исаак Яковлевич Мовшович (укр. Ісаак Якович Мовшович; род. 20 мая 1933, Житковичи, Гомельская область) — советский и украинский учёный в области технологии машиностроения. Доктор технических наук (1987), профессор (1992). Заслуженный деятель науки и техники Украины (1999).

## Биография
Закончил Московский станкоинстументальный институт (1956). Работал в Красноярском институте цветных металлов (1964—1965); НДПТИ машиностроения (Краматорск, 1965—1971); Межотраслевом конструкторско-технологическом институте «Союзтехоснащение» (Харьков, 1971—1975). В 1975—2005 годах заместитель директора — главный инженер Харьковского НИИ технологии машиностроения.
В 2001 году стал лауреатом Государственной премии Украины в области науки и техники.
В 2005—2009 годах профессор кафедры интегрирования технологий машиностроения Национального технического университета «Харьковский Политехнический институт». В 2009—2015 годах профессор кафедры интегрирования технологий в машиностроении и сварочного производства Украинской инженерно-педагогической академии.

## Научные труды
- Автоматизация, робототехника и ГПС кузнечно-штамповочного производства: Учеб. пособ. К., 1991; * Обратимая технологическая оснастка для ГПС. К., 1992;
- Гибкие производственные системы и их место в интегрированной системе предприятия // Резание и инструмент в технологических системах: Междунар. научно-тех. сб. Х., 2001. Вып. 59;
- Пневмоударная и статикодинамическая штамповка сложнорельефных листовых деталей упругими средами. Х., 2010;
- Нанесение упрочняющих покрытий. Х., 2012;
- О некоторых вопросах механики процессов резания металлов инструментом с покрытием // Машинобудування: Зб. наук. пр. Х., 2013. Вип. 11;
- Переналаживаемые штампы на основе композиционных материалов для разделительных операций листовой штамповки. Х., 2013 (усі — співавт.).